# Odontostilbe pulchra
Odontostilbe pulchra és una espècie de peix de la família dels caràcids i de l'ordre dels caraciformes.

## Morfologia
- Els mascles poden assolir 3,7 cm de llargària total i les femelles 3,69.[2]

## Hàbitat
Viu en zones de clima tropical.

## Distribució geogràfica
Es troba a l'illa de Trinitat, conca del riu Orinoco, llac Valencia i conca del riu Essequibo.